# 奧敦世英
奧敦世英（?—?），金朝末年女真人，与金朝皇族完颜部所属「白号姓」不同，奧敦世英史书的奥屯部是「黑号姓」。
奧敦世英先世在金朝为官，為淄州刺史。1213年，成吉思汗率兵下山東，淄州百姓奉奧敦世英及其弟奧敦保和迎降，都被蒙古帝国授以萬戶。奧敦世英倜儻有武略，由萬戶转任德興府尹，当时金朝經略使苗道潤，率军想要收復山西。奧敦世英與他交戰，得胜，想要殺盡俘虏，其母責备他说：「你是金国的華族，因为怕死降蒙古，这些士兵，都是被驅赶着死戰，何忍殺害！」于是中止。奧敦世英從數騎巡边定襄，在軍中去世。奧敦保和四子：奧敦希愷，奧敦希元，奧敦希魯，奧敦希尹。

## 延伸阅读
[在维基数据编辑]
 《元史·卷151》，出自宋濂《元史》
 《新元史/卷147》，出自柯劭忞《新元史》